# 本迪戈
本迪戈是位于澳大利亚维多利亚州中部的一座小城，距墨尔本市西北128公里。人口99,122（2018年），呈成長趨勢，为维多利亚州继墨尔本、基隆和柏拉瑞特后的第四大城市。本迪戈市辖境達3000平方公里，其中还包括许多小镇，其总人口近10万左右。粵籍華人舊稱大金山，與新金山（墨尔本）、舊金山齊名。
拉托貝大學在本迪戈分設了一个主要校区，成为本迪戈市最高等的教育機構。

## 历史
这个地区原名本迪戈克里克（Bendigo's Creek），这个名字来源于一名昵称为本迪戈的当地的一名职员，而他的昵称则来自于一名著名英国拳击手威廉·“本迪戈”·汤普森。本迪戈从1851年始有人居住，1855年被提升为村，1863年升为镇，1871年成为城市。当时城市的正式名称是桑德赫斯特（Sandhurst），这个名称是以英国的一座同名城市命名的。1891年改名为本迪戈。
19世纪中期和晚期，由于淘金热使本迪戈人口成長，尤其是许多华人来到这里，他们称本迪戈为“大金山”。总的来说本迪戈出产的金的总量大于其竞争者柏拉瑞特，但是本迪戈的金矿数量比较少，规模比较小，也比较深，其文化比较企业化。

## 市容

### 建筑物
作为淘金热的遗产，本迪戈有许多装饰华丽的、维多利亚式殖民时期晚期的建筑，它们为本迪戈提供了一个“法国”风格。其中比较重要的有本迪戈市政大厦、邮局、法院等。这些建筑均是法蘭西第二帝国的风格，都受到市政府妥善的保護。
本迪戈的圣心大教堂是澳大利亚第三大的大教堂，是一座砂岩建筑，其主楼于1896年至1908年建成，钟楼分别于1954年和1977年完工。
其它重要的经典建筑物也是澳大利亚最好的经典商业建筑，其中包括殖民银行大厦和前共济会堂。过去的本迪戈有轨电车车库和发电厂今天是本迪戈有轨电车博物馆。
本迪戈的致公堂旧址是1860年（清咸丰十年）建造的一座嶺南建築风格庙宇，外墙涂暗红色、屋脊用空雕游龙砖砌成。最初由来自广东省新宁县的採金工雷姓大户建造。1908年（宣統元年），当地侨领雷理卿捐资重修。现由维多利亚省国际信托公司经管，是维多利亚州唯一一座被保存和今天依然作为庙宇使用的建筑。

### 公园

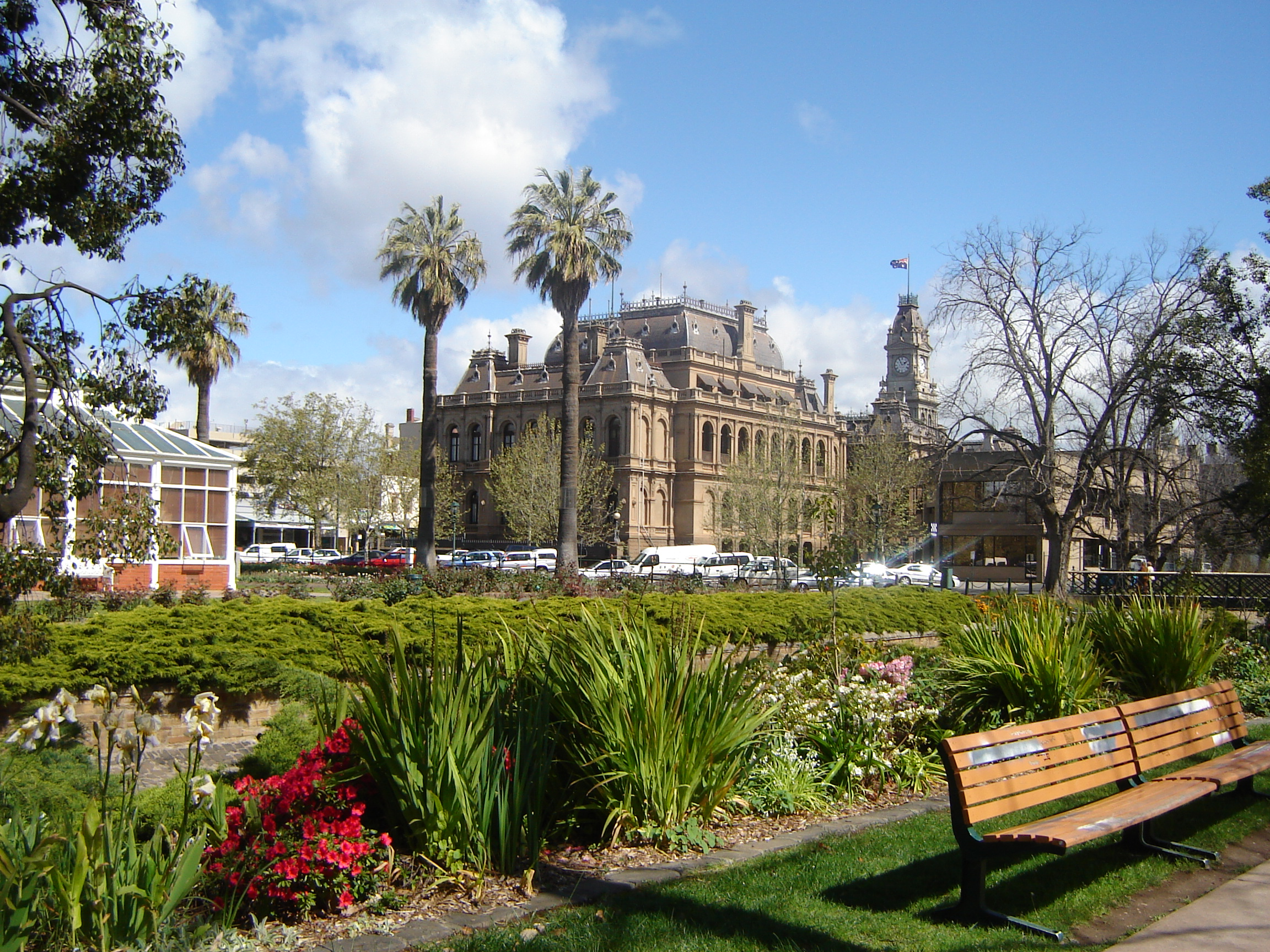
从罗沙林公园看本迪戈法庭大厦

罗沙林公园位于市中心旁，它是一个维多利亚式的公园，內有雕塑和一座花岗岩的高架水桥。
公园的主入口是过去两条重要的有轨电车路线的交叉口。这里有一座巨大的维多利亚女王塑像和一座亚历山大喷水池。它位于高架水桥的宽广的桥上。公园最后沿山坡不断升高，在山上有一座过去的学校和一座过去的矿井的入口。
离城市远些，在植物园附近有一座人工湖。

## 工业
本迪戈本身扩展迅速，而其周边的农村小镇则迅速缩小。2005年本迪戈市议会年度报告说约13%的职工在生产企业工作。

### 旅游业

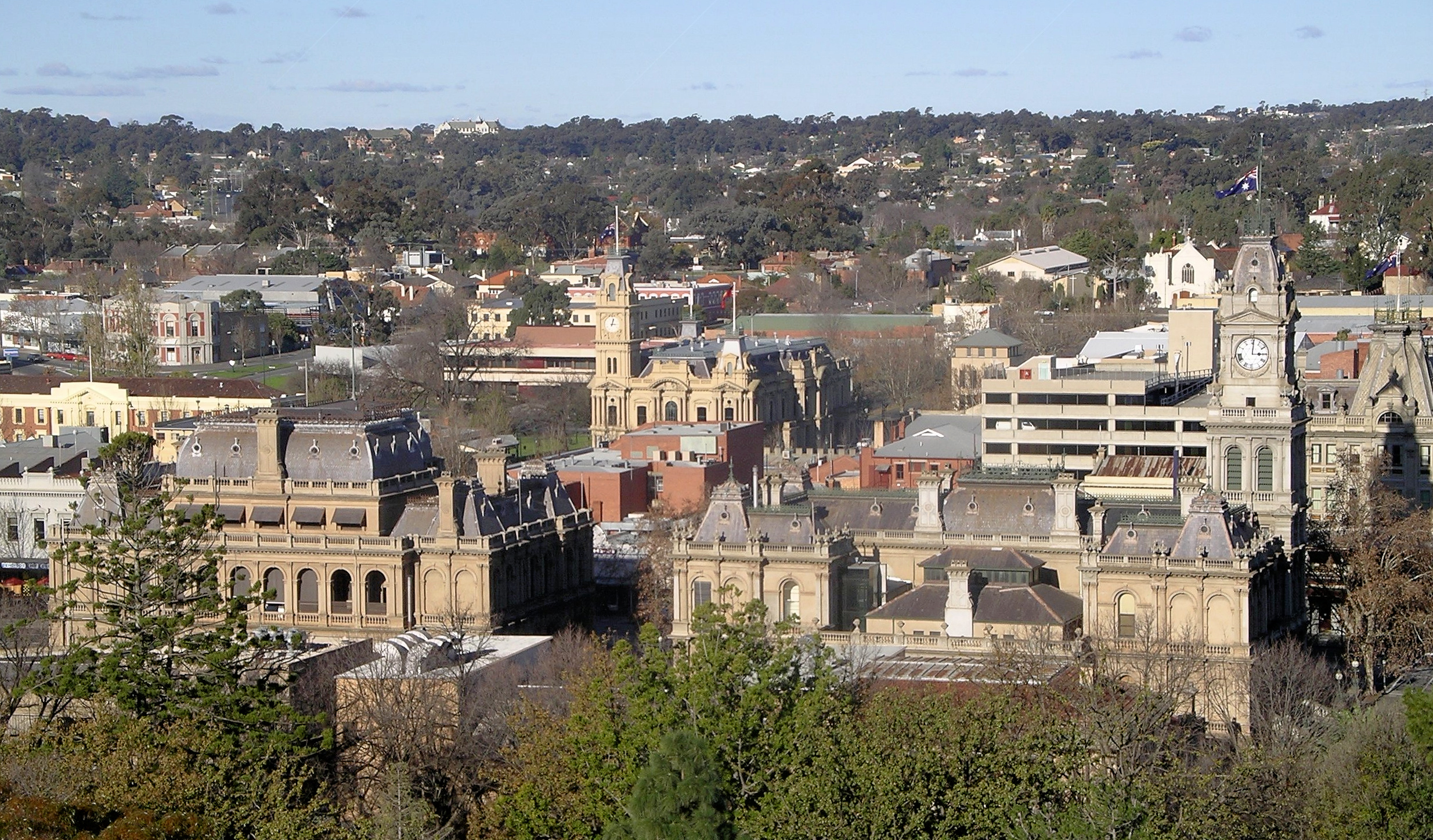
从罗沙林公园看本迪戈市中心

旅游业的基础是当地过去的淘金历史，这个行业对当地的经济来说是非常重要的。可以参观的有过去的金矿以及现代化的技术博物馆和有轨电车博物馆。城市有一些扩展旅游业的计划，包括开始开始一个主题公园和扩展游者有轨电车。

### 商业
本迪戈银行的營運总部位于本迪戈，它是今日澳大利亚的一間大型银行，在全国各地均有分行。电信公司AAPT的客服咨询中心位于本迪戈，

### 生产
淘金热过去后本迪戈逐渐发展出了一个生产制造工业。大多数这些工业已经不存在了，但是市内依然有一个生产火车车厢和汽车部件的工厂以及一座橡胶厂。澳大利亚国防工业是一个重要的重工业公司。它过去是一个国有企业，目前正在私有化。

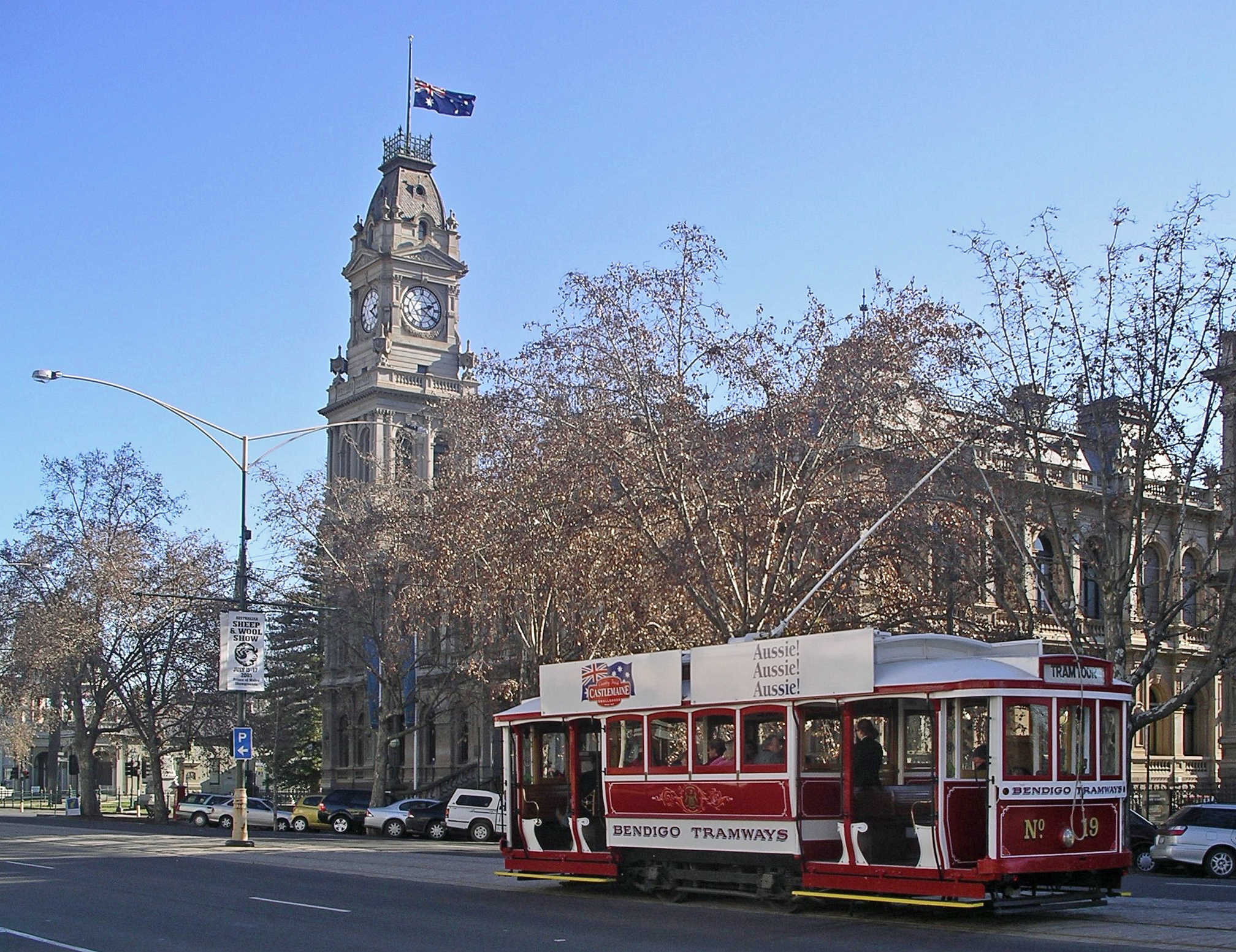
本迪戈的有轨电车主要是针对游客的，而不是公共交通工具

### 服务业
本迪戈的一个大企业是一个拥有600个床位的基础医院，它为老年人提供服务，也提供恢复的服务。

### 教育
拉托貝大學在本迪戈有一所分校。

### 农业
本迪戈周边地区是非常粗糙的岩石地区，当地只有灌木生长。这些丛林被用来采木和养蜂。有人建议使用这些丛林开发生態旅遊，但是一般对其成功可能性怀很大的悲观。
在开过荒的地方有羊和牛的畜牧业。此外还有一些大的养猪场。沿河流和溪流有一些比较肥沃的地方，这里有种植小麦和其它作物（比如油菜）。当地产上好的葡萄酒，品种包括西拉子。葡萄酒工业在这里有所发展。许多谷地面临鹽化的问题，不过至今为止这个问题可以解决。此外当地还有一个小的桉油工业。

### 矿业
在1980年代以前，本迪戈地区是澳大利亚产金量最高的地区，总共出产了2000多万盎司（622吨）黃金。1980年代后，西澳大利亚州超越了本迪戈。本迪戈的金矿中依然有大量黃金，估计至少还有与已发掘出来同样的数量。但是由于当地的矿井非常深，到达了地下水的深度，因此采矿量开始降低。但是通过使用先进的技术，礦坑开采又重新开始。

## 交通
本迪戈离墨尔本约150千米，駕车约需不到两小时行程。路上的收费部分被缓慢地、但是不断地改为不收费了。墨尔本和本迪戈之间有一条高速铁路，每天有数列列车在两城之间运行。此外每天还有一班赴史旺希尔的火车。
与周边村镇有公共汽车服务。

## 文化和庆祝
本迪戈艺术馆于1887年建立，是澳大利亚最大的地区艺术艺术馆之一，许多19世纪的画展现了当时金矿的生活。从2003年开始本迪戈艺术馆颁发澳大利亚金额最高的绘画奖，奖金为五万美元。
首府剧院位于艺术馆边，这里举办音乐会和戏剧表演。
每年11月初举办的本迪戈蓝调草根音乐节（Bendigo Blues & Roots Music Festival）是南半球最大的的民族音乐节，为期三天，吸引来自澳大利亚各地和全球的参加者。音乐节首办于2011年，节日期间，在本迪戈的各个场所和地点都会进行热闹的音乐表演和各类研讨会，届时整个本迪戈小城将变成欢乐的音乐海洋。
近年本迪戈蓝调草根音乐节时间：
- 2017年：11月9日 - 11月12日
- 2018年：11月8日 - 11月11日
- 2019年：11月7日 - 11月10日
- 2020年：受全球新冠病毒大流行影响取消

本迪戈复活节庆祝每年吸引上万游客，庆祝包括游行、展览和狂欢。

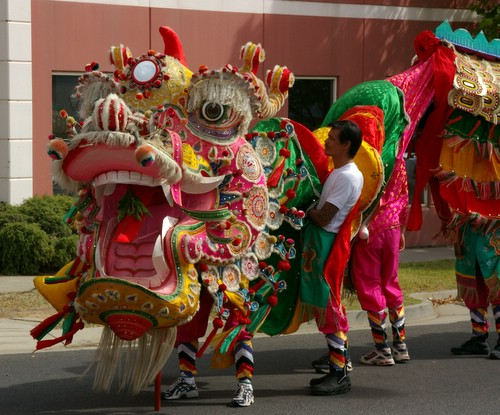
新龍, 世界上現存最长的舞龍和復活祭游行队伍的主角

### 舞龍
淘金山華人移民歷史，為市鎮留下獨特的文化烙印。原本白人與華人早期未曾相容，到1871年鎮中唯一醫院焚毀，華人向白人提議，由其擔幡遊龍籌款，結果遊街大受歡迎，成功幫助醫院重建。由此成為復活節舉辦復活祭的開端，亦成為澳洲歷史最悠久的慶典，舞龍成為慶典壓軸戲。後當地混血後代與白人繼承華人舞龍風俗，而未學本土習慣，為製作的龍搞開光與送走（銷毀）的傳統（即用一次即棄），因而1870年（佛山勝昌）的與1960年（香港羅安記）的成品均留存沿用至今，其中舊者稱Gao Loong（舊龍），新者稱Sun Loong（新龍）。
而當地又發展出不同的習俗，如復活節前兩禮拜有叫醒（龍），會在存放龍的倉庫前舞獅擂鼓燒爆竹，白人居民就會製造各種聲音，以將龍「叫醒」準備迎接巡遊。

### 媒体
本迪戈有两份报纸、五个地方性的电台和四个电视台。十个跨地区性的电视台在当地有办公室。

### 体育
板球和澳式足球是本迪戈最受欢迎的体育项目。
过去当地有一个地区性的足球联赛。
本迪戈杯是著名的跑马比赛。
篮球在本迪戈也很普及。

## 气候
本迪戈的气候典型干燥，气温温和，冬季冷。由于当地的气候干燥，而人口又不断增加，因此对当地的水供应施加了巨大的压力。因此本迪戈拥有澳大利亚最严厉的水使用限制。在户外不许用水。由于当地的水储存量已经降低到了历史最低纪录，因此维多利亚州被迫决定建造一条连接本迪戈和柏拉瑞特的输水管。计划这条输水管于2007年9月竣工，估计此时本迪戈的储水将耗尽。本迪戈周围地区经常出现龙卷风。
| 本迪戈（1991–2020）                    | 本迪戈（1991–2020） | 本迪戈（1991–2020） | 本迪戈（1991–2020） | 本迪戈（1991–2020） | 本迪戈（1991–2020） | 本迪戈（1991–2020） | 本迪戈（1991–2020） | 本迪戈（1991–2020） | 本迪戈（1991–2020） | 本迪戈（1991–2020） | 本迪戈（1991–2020） | 本迪戈（1991–2020） | 本迪戈（1991–2020） |
| 月份                                   | 1月                 | 2月                 | 3月                 | 4月                 | 5月                 | 6月                 | 7月                 | 8月                 | 9月                 | 10月                | 11月                | 12月                | 全年                |
| -------------------------------------- | ------------------- | ------------------- | ------------------- | ------------------- | ------------------- | ------------------- | ------------------- | ------------------- | ------------------- | ------------------- | ------------------- | ------------------- | ------------------- |
| 历史最高温 °C（°F）                    | 45.9 (114.6)        | 45.4 (113.7)        | 39.3 (102.7)        | 34.3 (93.7)         | 26.3 (79.3)         | 20.7 (69.3)         | 19.7 (67.5)         | 24.2 (75.6)         | 32.8 (91.0)         | 35.5 (95.9)         | 41.9 (107.4)        | 44.8 (112.6)        | 45.9 (114.6)        |
| 平均高温 °C（°F）                      | 30.2 (86.4)         | 29.6 (85.3)         | 26.1 (79.0)         | 21.3 (70.3)         | 16.7 (62.1)         | 13.4 (56.1)         | 12.6 (54.7)         | 14.2 (57.6)         | 17.0 (62.6)         | 20.8 (69.4)         | 24.6 (76.3)         | 27.4 (81.3)         | 21.2 (70.1)         |
| 平均低温 °C（°F）                      | 14.2 (57.6)         | 14.4 (57.9)         | 11.8 (53.2)         | 8.0 (46.4)          | 5.3 (41.5)          | 3.6 (38.5)          | 2.7 (36.9)          | 2.8 (37.0)          | 4.5 (40.1)          | 6.6 (43.9)          | 9.7 (49.5)          | 11.9 (53.4)         | 8.0 (46.3)          |
| 历史最低温 °C（°F）                    | 3.3 (37.9)          | 4.0 (39.2)          | 2.3 (36.1)          | −1.3 (29.7)         | −4.6 (23.7)         | −5.3 (22.5)         | −5.1 (22.8)         | −5.0 (23.0)         | −5.5 (22.1)         | −3.5 (25.7)         | −0.2 (31.6)         | 1.9 (35.4)          | −5.5 (22.1)         |
| 平均降水量 mm（）                      | 34.8 (1.37)         | 32.6 (1.28)         | 30.2 (1.19)         | 33.1 (1.30)         | 45.7 (1.80)         | 50.8 (2.00)         | 55.9 (2.20)         | 51.7 (2.04)         | 52.5 (2.07)         | 39.6 (1.56)         | 45.8 (1.80)         | 39.6 (1.56)         | 512.3 (20.17)       |
| 平均降水天数（≥ 0.2 mm）               | 5.9                 | 5.1                 | 5.3                 | 6.7                 | 11.2                | 12.3                | 15.3                | 13.3                | 11.7                | 8.7                 | 7.8                 | 6.8                 | 110.1               |
| 平均午後相對濕度（％）                 | 30                  | 32                  | 35                  | 41                  | 55                  | 65                  | 65                  | 57                  | 51                  | 41                  | 36                  | 31                  | 45                  |
| 来源：Australian Bureau of Meteorology |                     |                     |                     |                     |                     |                     |                     |                     |                     |                     |                     |                     |                     |

## 傑出人才
本迪戈（Bendigo）孕育出不少在體育、文化與飲食領域有所成就的人才。以下是一些本迪戈出身或與其有深厚淵源的代表性人物：

### 體育界
- 戴森·丹尼爾斯（Dyson Daniels）

　本迪戈出生的籃球員，目前效力於NBA亞特蘭大老鷹隊。他在2022年選秀夜特別穿上繡有本迪戈地圖的西裝，表達對家鄉的熱愛。

　他的弟弟達什·丹尼爾斯（Dash Daniels）也在青少年籃球界嶄露頭角，曾在NBA全明星「籃球無國界」活動中拿下防守MVP，被看好將參與2026年NBA選秀。
- 克莉絲蒂·哈羅爾（Kristi Harrower）

　曾擔任澳洲女子國家隊（Opals）隊長，也是本迪戈精神隊（Bendigo Spirit）的重要球員之一，曾多次帶領球隊奪得澳洲女子國家籃球聯賽(WNBL)冠軍。
- 莎咪·惠特科姆（Sami Whitcomb）

　WNBA與澳洲國家隊成員，亦曾效力於本迪戈精神隊。

### 文化與娛樂界
- 林肯·尤內斯（Lincoln Younes）

　澳洲知名影視演員，曾參與多部影集與電影，具有黎巴嫩血統，亦與本迪戈有淵源。

### 飲食創意界
- 法蘭克·麥肯克羅（Frank McEncroe）

　原為本迪戈的鍋爐工，他於1950年代發明了澳洲經典街頭小吃「奇科卷」（Chiko Roll），靈感來自中國春捲，首次於1951年在瓦加瓦加（Wagga Wagga）推出，後來風靡全國。

### 華人社區的歷史貢獻
在19世紀淘金熱時期，大量華人來到本迪戈，他們的歷史至今仍深深影響著當地文化。其中，道海家族（Lowe Kong Meng 後裔）及其後人如雷社源先生，長期致力於保存與分享本地華人移民的歷史故事，也促成了本迪戈金龍博物館（Golden Dragon Museum）的建立。

## 姐妹城市
- —英国彭赞斯
- —美国加利福尼亚州洛思阿圖斯
- —中華人民共和國天水
- —德国巴伐利亚州因戈尔施塔特